# العلاقات التنزانية الدومينيكية
العلاقات التنزانية الدومينيكية هي العلاقات الثنائية التي تجمع بين تنزانيا ودومينيكا.

## مقارنة بين البلدين
هذه مقارنة عامة ومرجعية للدولتين:
| وجه المقارنة                                              | تنزانيا                        | دومينيكا              |
| --------------------------------------------------------- | ------------------------------ | --------------------- |
| المساحة (كم2)                                             | 947.30 ألف                     | 751                   |
| عدد السكان (نسمة)                                         | 57.31 مليون                    | 73.92 ألف             |
| الكثافة السكانية (ن./كم²)                                 | 60.5                           | 9.84 ألف              |
| العاصمة                                                   | دودوما                         | روسو                  |
| اللغة الرسمية                                             | اللغة السواحلية، لغة إنجليزية  | لغة إنجليزية          |
| العملة                                                    | شيلينغ تانزاني                 | دولار شرق الكاريبي    |
| الناتج المحلي الإجمالي (بليون دولار)                      | 52.09 مليار                    | 562.54 مليون          |
| الناتج المحلي الإجمالي (تعادل القوة الشرائية) بليون دولار | 138.73 مليار                   | 789.63 مليون          |
| الناتج المحلي الإجمالي الاسمي للفرد دولار أمريكي          | 878                            | 7.12 ألف              |
| الناتج المحلي الإجمالي للفرد دولار أمريكي                 | 2.54 ألف                       | 10.88 ألف             |
| مؤشر التنمية البشرية                                      | 0.521                          | 0.724                 |
| رمز المكالمات الدولي                                      | +255                           | +1767                 |
| رمز الإنترنت                                              | .tz                            | .dm                   |
| المنطقة الزمنية                                           | ت ع م+03:00، توقيت شرق أفريقيا | 00، توقيت أطلنطي موحد |

## منظمات دولية مشتركة
يشترك البلدان في عضوية مجموعة من المنظمات الدولية، منها:
| علم المنظمة | اسم المنظمة                                 | تاريخ انضمام تنزانيا | تاريخ انضمام دومينيكا |
| ----------- | ------------------------------------------- | -------------------- | --------------------- |
|             | مؤسسة التنمية الدولية                       | 6 نوفمبر 1962        | 29 سبتمبر 1980        |
|             | يونسكو                                      | 6 مارس 1962          | 9 يناير 1979          |
|             | وكالة ضمان الاستثمار متعدد الأطراف          | 19 يونيو 1992        | 7 أكتوبر 1991         |
|             | الأمم المتحدة                               | 14 ديسمبر 1961       | 18 ديسمبر 1978        |
|             | مجموعة دول أفريقيا والكاريبي والمحيط الهادئ | ?                    | ?                     |
|             | دول الكومنولث                               | 9 ديسمبر 1961        | ?                     |
|             | الاتحاد البريدي العالمي                     | ?                    | ?                     |
|             | البنك الدولي للإنشاء والتعمير               | 10 سبتمبر 1962       | 29 سبتمبر 1980        |
|             | الاتحاد الدولي للاتصالات                    | 31 أكتوبر 1962       | 28 أكتوبر 1996        |
|             | منظمة حظر الأسلحة الكيميائية                | ?                    | ?                     |
|             | مؤسسة التمويل الدولية                       | 10 سبتمبر 1962       | 29 سبتمبر 1980        |
|             | منظمة التجارة العالمية                      | 1995                 | ?                     |
|             | منظمة الشرطة الجنائية الدولية               | ?                    | ?                     |

## وصلات خارجية
- موقع وزارة الخارجية التنزانية